# Rebeka Mikulášiková
Rebeka Mikulášiková (ur. 31 lipca 1999 w Nitrze) – słowacka koszykarka grająca na pozycjach środkowej lub silnej skrzydłowej. 
W sezonie 2024/2025 zawodniczka polskiego klubu Basket Ligi Kobiet – AZS AJP Gorzów Wielkopolski. Przed sezonem 2025/2026 przedłużyła umowę z gorzowskim klubem.